# Isaac Lea
Pour les articles homonymes, voir Lea.
Isaac Lea est un éditeur, ainsi qu'un malacologiste et minéralogiste américain amateur, né le 4 mars 1792 à Wilmington dans le Delaware et mort le 8 décembre 1886 à Philadelphie.

## Biographie
Isaac Lea est le fils de James et d’Elizabeth née Gibson. Il devient membre de l’Academy of Natural Sciences of Philadelphia en 1815. Il se marie avec Frances Carey, fille de l'imprimeur Mathew Carey, en 1821, le couple a trois enfants, deux fils dont le chimiste Mathew Carey Lea (en) (1823-1897) et l'historien médiéviste Henry Charles Lea, et une fille. Il travaille dans la maison d'édition de son beau-père de 182] à 1851 de Philadelphie. Lea fait paraître entre 1827 à 1874 ses Observations on the Genus Unio en treize volumes, et en 1836 son Synopsis of the Family of Naiades. Il obtient un Doctorat of Laws honorifique en 1852 à l’université Harvard. Il dirige l’Academy of Natural Sciences of Philadelphia de 1858 à 1863.
Lea travaille essentiellement sur les mollusques d’eaux douces dont il devient l’un des meilleurs spécialistes mondiaux. Il est l’auteur de près de 1 800 nouvelles espèces, actuelles ou fossiles. Son immense collection d’Unionidae est conservée actuellement par le National Museum of Natural History de Washington. Il préside l’American Association for the Advancement of Science en 1860.

## Publications (sélection)
- Observations on the Genus Unio (13 volumes, 1827-1874)
- Contributions to Geology (1833)
- Synopsis of the Family of Naiades (1838)
- Fossil Footmarks in the Red Sandstones of Pottsville (1852)